# Talang Padang (Pasma Air Keruh)
Talang Padang is een bestuurslaag in het regentschap Empat Lawang van de provincie Zuid-Sumatra, Indonesië. Talang Padang telt 2507 inwoners (volkstelling 2010).